# Сандра Лаура
Сандра Лаура (фр. Sandra Laoura, народилася 21 липня 1980 року в Константіні) — французька гірськолижниця алжирського походження, бронзовий призер Олімпійських ігор в Турині.

## Біографія

### Спортивна кар'єра
Народилася в алжирському місті Константіна, у віці двох років переїхала з батьками до Франції спочатку в Авіньйон, а потім в Ла-Плань. З дитинства займалася гірськолижним спортом (фрістайл) і увійшла до збірної Франції. Дебют відбувся в 2000 році на Кубку світу в могулі, з 2003 по 2006 роки Сандра чотири рази потрапляла на п'єдестал. У 2006 році взяла участь в Олімпійських іграх в Турині, завоювавши 11 лютого 2006 року бронзову медаль для збірної Франції в могулі (срібло дісталося норвежці Карі Тро, а чемпіонкою стала канадка Дженніфер Хейл).
5 січня 2007 року під час тренування перед етапом Кубка світу в Мон-Габріеле (Квебек, Канада) Сандра впала на голову й дістала важку травму хребта (пошкодження двох хребців). Спортсменку негайно госпіталізували, вона незабаром впала в кому. Лікарі зуміли врятувати їй життя, але відтоді вона прикута до інвалідного крісла. У лижному спорті цю подію назвали однією з найбільш жахливих травм в історії. Сандра регулярно проходить курси лікування і реабілітації в Португалії, згідно з методикою, розробленою в Росії.

### Поза спортом
Ще в 2006 році Сандра брала участь у шоу «Форт Боярд» у складі команди призерів Олімпіади в Турині. У складі команди виграла суму в розмірі 19 888 євро для благодійної організації «Solidarité Défense». Залишивши великий спорт, Сандра працювала на телебаченні: коментувала чемпіонат світу 2009 року на телеканалі Canal+ і радіостанції Europe 1, працювала на телеканалах мережі France Télévisions під час Олімпіади у Ванкувері. Нині вона працює на телеканалі Eurosport.